# Danila Kozlovskij
Danila Valer'evič Kozlovskij (in russo Данила Валерьевич Козловский?; Mosca, 3 maggio 1985) è un attore, modello e regista russo.

## Biografia

### Primi anni

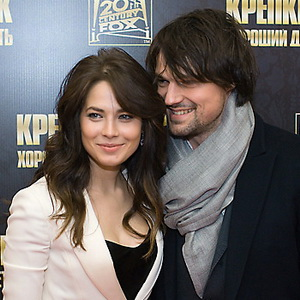
Julija Snigir' e Danila Kozlovskij, alla première di Die Hard - Un buon giorno per morire, 2013

Danila Kozlovskij è nato a Mosca il 3 maggio 1985. Sua madre, Nadežda Zvenigorodskaja, è un'attrice, e suo padre, Valerij Kozlovskij, è professore all'Università di Mosca specializzato in comunicazioni di marketing e di massa. Ha un fratello maggiore, Egor, e uno minore, Ivan. Fin da piccolo ha frequentato corsi di danza e di musica, imparando a suonare il sassofono. Durante i suoi primi anni di istruzione ha cambiato spesso scuola per problemi disciplinari.

### Gli studi e il debutto
Nel 1996 è stato accettato alla Scuola Militare Navale di Kronštadt, che ha frequentato fino alla sua laurea nel 2002. In quegli anni, ha debuttato come attore nella serie televisiva russa Semplici verità (nel 1998). Dopo la laurea, si è iscritto all'accademia teatrale dell'Istituto statale russo di arti dello spettacolo di San Pietroburgo, frequentando il corso di regia sotto la supervisione di Lev Dodin. Durante il suo quarto anno ha fatto il suo debutto sul palcoscenico del Piccolo Teatro Drammatico (Théâtre de l'Europe), nel ruolo di Edgar in Re Lear (2006). Il ruolo gli ha portato il suo primo premio: un riconoscimento speciale della giuria del "Soffitto d'Oro" (il premio più prestigioso per il teatro, a San Pietroburgo) per il migliore debutto.

### Il cinema
Nello stesso anno ha anche ricevuto il suo primo premio "Elefante Bianco" dalla corporazione dei critici di cinema russi per il miglior ruolo protagonista (nel film Garpastum, 2006). Ha ricevuto il premio nazionale "Aquila d'Oro" per Duchless (2012, nomination per il "Miglior attore Cinema").
Nel 2014, ha recitato ne ruolo di Dimitri Belikov nel suo primo film americano, Vampire Academy. Nel 2015 ha interpretato il ruolo di Erast Fandorin in The Decorator, basato sul romanzo omonimo di Boris Akunin, ed il ruolo di Egor Dorin nel film The Spy, sulla base di un altro romanzo di Akunin. È anche apparso nella pubblicità per il profumo Coco Mademoiselle di Chanel al fianco di Keira Knightley. Nel 2016 è stato protagonista del film russo Viking.

### Serie tv
Ha inoltre recitato la parte del principe Oleg il Profeta nella sesta stagione della serie tv storica Vikings.

## Vita privata
- Nell'autunno del 2008 ha sposato l'attrice Urszula Malka. La coppia ha presentato istanza di divorzio nel 2011.
- Nel 2012, ha iniziato una relazione sentimentale con la modella e attrice russa Julija Snigir'. Il rapporto si è concluso nel 2013.
- Dal 2014 ha una relazione con l'attrice, modella, regista e scrittrice Olja Zueva.

## Filmografia

### Cinema
- Garpastum (Гарпастум), regia di Aleksej Alekseevič German (2005)
- Na Verchnej Maslovke (На Верхней Масловке), regia di Konstantin Khudyakov (2005)
- Prestuplenie i pogoda (Преступление и погода), regia di Boris Frumin (2007)
- My iz buduščego (Мы из будущего), regia di Andrej Maljukov (2008)
- Vesel'čaki (Весельчаки), regia di Feliks Michahlov (2009)
- Antalya (Анталия), regia anonima (2010)
- Moskva, ja ljublju tebja! (Москва, я люблю тебя!), regia collettiva (2010)
- Gamlet XXI vek (Гамлет ХХI век), regia di Jurij Kara (2010)
- Mišen' (Мишень), regia di Aleksandr Zeldovič (2011)
- Pjat' nevest (Пять невест), regia di Karen Oganesyan (2011)
- Duchless (Духless), regia di Roman Prygunov (2011)
- Špion (Шпион), regia di Aleksej Andrianov (2012)
- Gol'fstrim pod ajsbergom (Гольфстрим под айсбергом), regia di Evgeniy Pashkevich (2012)
- Leggenda №17 (Легенда № 17), regia di Nikolaj Lebedev (2013)
- Privyčka rasstavatsja (Привычка расставаться), regia di Ekaterina Telegina (2013)
- Vampire Academy, regia di Mark Waters (2014)
- Dubrovskij (Дубровский), regia di Kirill Michanovskij e Aleksandr Vartanov (2014)
- Duchless 2 (Духless 2), regia di Roman Prygunov (2015)
- Hardcore! (Hardcore Henry), regia di Il'ja Najšuller (2015)
- Status: Svoboden (Статус: Свободен), regia di Pavel Ruminov (2016)
- Pjatnica (Пятница), regia di Evgenij Šeljakin (2016)
- The crew - Missione impossibile (Ėkipaž), regia di Nikolaj Lebedev (2016)
- Viking (Викинг), regia di Andrej Kravčuk (2016)
- Matilda (Матильда), regia di Aleksej Efimovič Učitel' (2017)
- Dovlatov - I libri invisibili (Dovlatov), regia di Aleksej Alekseevič German (2018)
- Trener (Тренер), regia di Danila Kozlovskij (2018)
- Na rahone (На районе), regia di Olya Zueva (2018)
- Chernobyl 1986 (Чернобыль), regia di Danila Kozlovskij (2021)

### Televisione
- Prostye istiny – serie TV, 8 episodi (1999)
- Sissi, l'Imperatrice ribelle (Sissi, l'Impératrice rebelle), regia di Jean-Daniel Verhaeghe – film TV (2004)
- Ulitsy razbitykh fonarey – serie TV, episodi 5x26 (2004)
- Alka – serie TV (2006)
- Zaveshchanie Lenina – miniserie TV, 11 episodi (2007)
- Pokushenie – serie TV (2010)
- Odinochka, regia di Sergey Shcherbin – film TV (2010)
- Il caso Rasputin (Распутин/Rasputin), regia di Josée Dayan – film TV (2011)
- Vsyo nachalos v Kharbine – miniserie TV, 8 episodi (2013)
- Dubrovskiy – miniserie TV, 5 episodi (2014)
- McMafia – serie TV, episodi 1x8 (2018)
- Vikings – serie TV, 15 episodi (2019-2020)

## Riconoscimenti
- 2005 – Russian Guild of Film Critics Awards
  - Miglior attore[2]
- 2006 – Golden Floodlight Theatre Awards
  - Miglior debutto
- 2008 – Constellation Film Actors Festival
  - Miglior attore protagonista
- 2008 – MTV Russia Movie Awards
  - Miglior bacio (con Ekaterina Klimova)
- 2012 – Golden Eagle Awards
  - Miglior attore protagonista
- 2012 – Nika
  - Miglior attore
- 2012 – Russian Guild of Film Critics Awards
  - Miglior attore
- 2013 – Glamour Awards
  - Uomo dell'anno
- 2013 – GQ Awards
  - Uomo dell'anno